# Ivan Simson
Ivan Simson, britanski general, * 1890, † 1971.